# Allium cyathophorum
Allium cyathophorum là một loài thực vật có hoa trong họ Amaryllidaceae. Loài này được Bureau & Franch. mô tả khoa học đầu tiên năm 1891.

## Hình ảnh

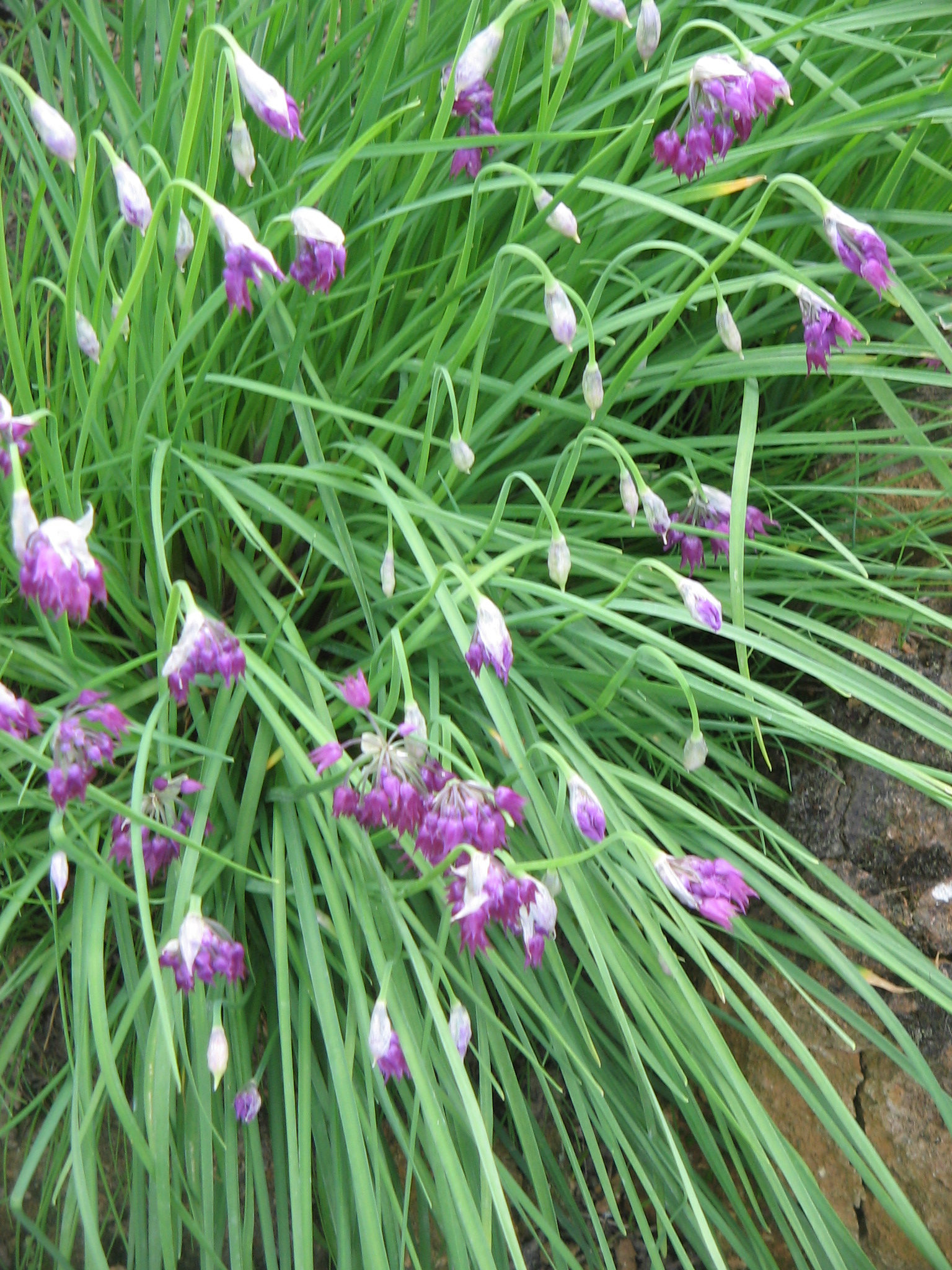
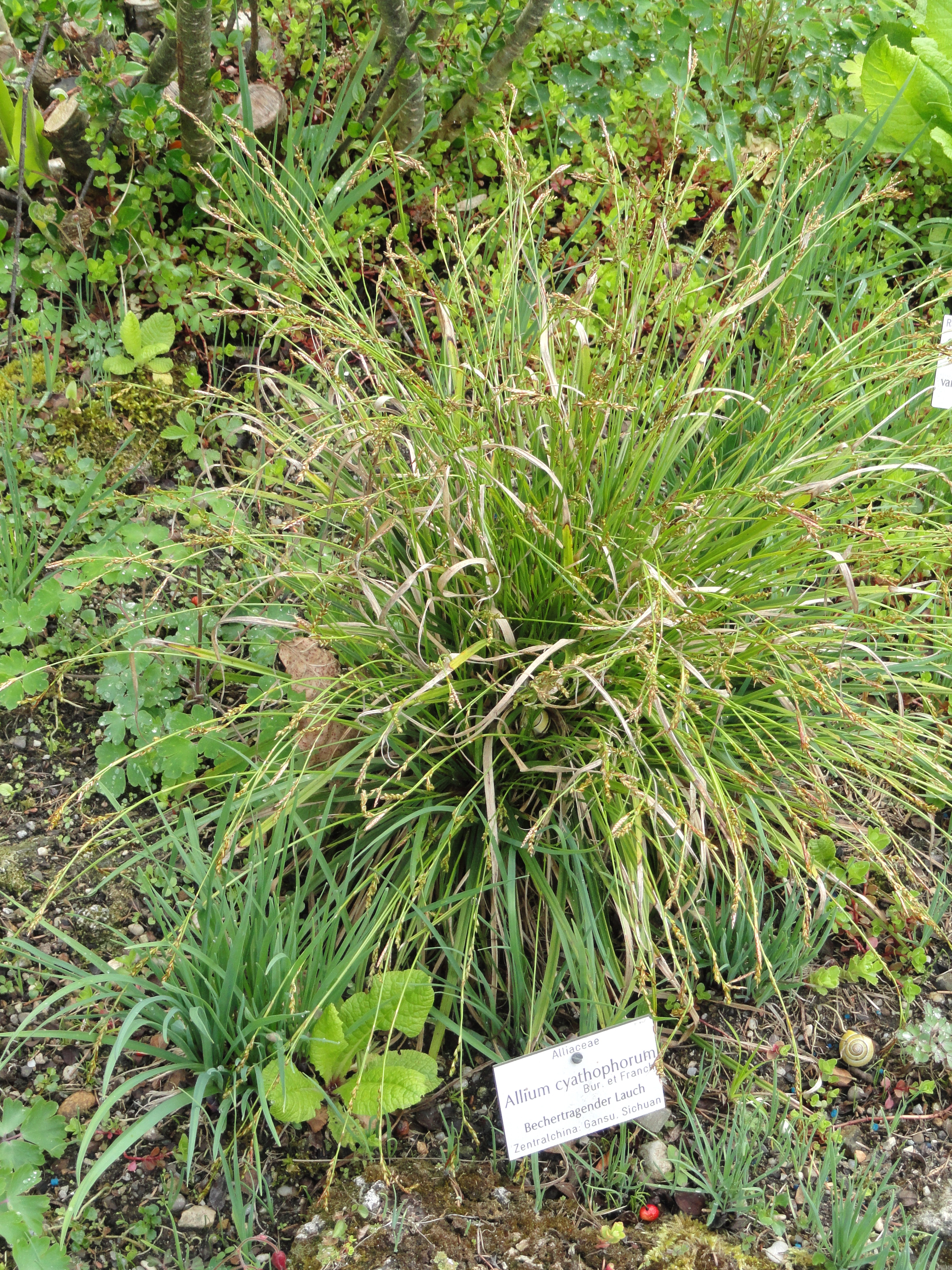
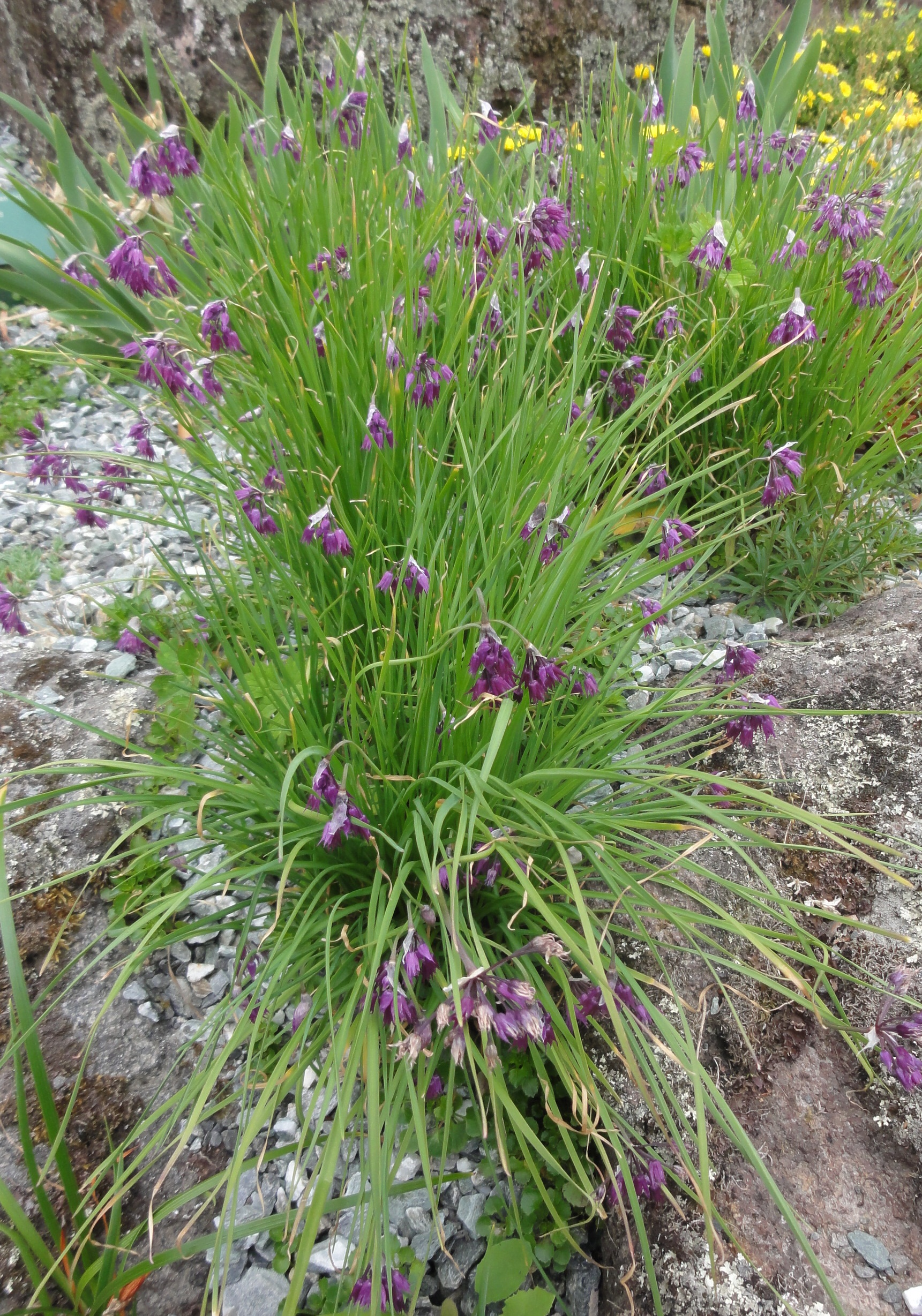